# Валентинка (фильм)
«Валентинка» (тж. «Грустная валентинка») (англ. Blue Valentine) — американская мелодрама 2010 года режиссёра Дерека Сиенфрэнса с Райаном Гослингом и Мишель Уильямс в главных ролях. Премьера фильма прошла 24 января 2010 года на кинофестивале «Сандэнс».
Фильм рассказывает о кризисе отношений молодой пары, переплетаясь с романтикой начальных отношений.

## В ролях
| Актёр          | Роль            |
| -------------- | --------------- |
| Райан Гослинг  | Дин             |
| Мишель Уильямс | Синди           |
| Джон Доман     | Джерри          |
| Майк Фогель    | Бобби           |
| Бен Шенкман    | доктор Файнберг |

## Сюжет
Фильм представлен в виде двух линейных сюжетов, переходящих друг в друга между началом отношений Дина и Синди и их свадьбой несколько лет спустя.
Пятилетняя Фрэнки будит своего отца Дина. Она не может найти их семейную собаку Меган, и они вместе ищут её по всему дому в Пенсильвании. Дин успокаивает Фрэнки. Ворота, ведущие на улицу, похоже, остались открытыми, и подразумевается, что собака могла сбежать. Дин и Фрэнки будят жену Дина Синди, которая выглядит уставшей и раздражённой. Она напоминает им, что Фрэнки нужно собираться в школу, и нельзя опаздывать. Пока Синди одевает Фрэнки, кормит её завтраком, рассылает по электронной почте объявления о пропавших собаках и готовится к работе, Дин пытается рассмешить Фрэнки, отказывается от овсянки быстрого приготовления, которую Синди приготовила для Фрэнки, пьёт алкоголь и курит сигареты.
Позже в тот же день Синди работает медсестрой в клинике, где её начальник, доктор Файнберг, только что предложил ей в ближайшем будущем перейти к нему в новую клинику в другом городе и спрашивает, обсуждала ли она переезд со своей семьёй. Синди выглядит измотанной и говорит, что не обсуждала. Тем временем Дин ездит по городу, выпивает и курит, а также красит дома для работы. По дороге на мероприятие в школе Фрэнки Синди находит Меган мёртвой на обочине. Она опаздывает на мероприятие. Дин уже там; когда она рассказывает Дину о том, что нашла, он обвиняет её в том, что она оставила ворота открытыми, а она молча заливается слезами. Когда они возвращаются домой, Дин срывается, и Синди утешает его. Позже, несмотря на нежелание Синди из-за того, что на следующий день она должна быть на работе, Дин настаивает на том, чтобы они уехали в мотель в двух часах езды, чтобы «напиться и заняться сексом». Они оставляют Фрэнки у отца Синди. Дин не заходит в дом; когда Синди спрашивает почему, он отвечает, что не может курить рядом с кислородным баллоном отца Синди. По дороге в мотель Синди заезжает в винный магазин и сталкивается там со своим бывшим парнем Бобби, что приводит к ссоре в машине между ней и Дином.
Воспоминания показывают, что Дин был безнадёжным романтиком, бросившим школу и работавшим в компании по переезду в Бруклине. Синди когда-то была начинающим врачом, изучала доврачебную подготовку, живя со своими родителями и ухаживая за бабушкой в Пенсильвании. У её родителей неустойчивый брак, её отец словесно оскорблял её мать. Она встречается с сокурсником по имени Бобби, и однажды они вступают в половую связь, во время которой он кончает в неё без её согласия. Он дарит ей розы, но злится, когда она не принимает его извинения, из-за чего Синди отдаляется от него; подразумевается, что они расстаются.
Сразу после приезда в мотель Дин несколько раз пытается соблазнить Синди в душе и после него, но она отвергает его. Дин и Синди продолжают пить алкоголь. Ошеломлённая его ухаживаниями и разочарованная отсутствием у него амбиций, она спрашивает Дина, пока они пьяны, что приводит к очередной вспышке гнева. Дин продолжает ухаживать за ней, и Синди уступает, но разочаровывается, когда Дин спрашивает, хочет ли она родить от него ещё одного ребёнка. Их спор снова перерастает в ссору, и она запирает дверь между ними, оставляя его за пределами спальни. В 6 утра Синди вызывают на работу, которая начнется в 9 утра. Она садится в машину и оставляет записку для Дина. В клинике доктор Файнберг рекомендует Синди переехать в квартиру рядом с новой клиникой вместо того, чтобы перевозить свою семью, небрежно предполагая, что они могли бы составить друг другу компанию, если она будет одинока, что заметно расстраивает Синди.
В других воспоминаниях показано, что, когда Дин доставляет мебель в дом престарелых в Пенсильвании, он встречает Синди, которая навещает свою бабушку. Поначалу он настойчиво ухаживает за ней, даёт ей свой рабочий номер, но она так и не звонит; однако они случайно встречаются в автобусе и начинают встречаться. Узнав об их отношениях, ревнивый Бобби жестоко избивает Дина, когда тот находится на работе. Синди знакомит Дина со своей семьёй. Вскоре после этого она узнаёт, что беременна, и говорит Дину, что не уверена, кто отец ребёнка, и что он вряд ли им является. Дин неоднократно спрашивает её, что она собирается делать. В итоге она решает сделать аборт, но, не выдержав, передумывает во время процедуры, пока Дин, который сопровождал её, ждёт снаружи. Дин утешает её и заверяет, что они смогут растить ребёнка вместе. Вскоре Синди и Дин женятся в присутствии районного судьи.
Вернувшись в мотель, раздражённый Дин, проснувшись, находит записку и в пьяном виде приходит в клинику. Дин врывается внутрь, кричит на Синди, ходит за ней из кабинета в кабинет, пока администратор клиники пытается вмешаться. Они горячо спорят. Доктор Файнберг слышит шум и тоже пытается вмешаться, но Дин бьёт его. Доктор Файнберг увольняет Синди, угрожает вызвать полицию и выгоняет их обоих. Уходя, Синди требует развода, из-за чего Дин выбрасывает своё обручальное кольцо, но они пытаются его найти. Вернувшись в дом её родителей, Дин со слезами на глазах умоляет расстроенную Синди дать их браку ещё один шанс ради Фрэнки. Синди говорит, что не хочет, чтобы Фрэнки рос с родителями, которые презирают друг друга, как она, и что она не может смириться с его поведением. После того, как Дин напоминает Синди об их клятвах, они обнимаются, но она отстраняется. Дин выходит из дома, а Фрэнки бежит за ним и умоляет его остаться. Он обманом заставляет её вернуться к Синди, а затем продолжает идти. Фрэнки плачет в объятиях Синди.

## Производство
- Сценарий картины был написан специально для Райана Гослинга и Мишель Уильямс.
- Начало съёмок фильма было назначено на весну 2008 года, однако съёмки были перенесены из-за неспособности Мишель Уильямс прийти в себя после смерти Хита Леджера[2].
- Название фильма — дань уважения альбому Тома Уэйтса «Blue Valentine» 1978 года[2].

## Награды и номинации
На кинофестивале «Сандэнс» фильм получил номинацию в категории «Драматический фильм». В 2011 году Гослинг и Уильямс получили номинации на премию «Золотой глобус» за лучшую женскую и мужскую роли в драме соответственно, Мишель была номинирована на «Оскар» за лучшую женскую роль. Фильм был участником конкурсной программы «Особый взгляд» 63-го Каннского кинофестиваля.
| Премия                 | Категория                   | Номинант        | Результат |
| ---------------------- | --------------------------- | --------------- | --------- |
| «Оскар»                | Лучшая женская роль         | Мишель Уильямс  | Номинация |
| «Золотой глобус»       | Лучшая мужская роль — драма | Райан Гослинг   | Номинация |
| «Золотой глобус»       | Лучшая женская роль — драма | Мишель Уильямс  | Номинация |
| «Выбор критиков»       | Лучшая мужская роль         | Райан Гослинг   | Номинация |
| «Выбор критиков»       | Лучшая женская роль         | Мишель Уильямс  | Номинация |
| «Независимый дух»      | Лучшая женская роль         | Мишель Уильямс  | Номинация |
| «Спутник»              | Лучший фильм — драма        |                 | Номинация |
| «Спутник»              | Лучшая мужская роль — драма | Райан Гослинг   | Номинация |
| «Спутник»              | Лучшая женская роль — драма | Мишель Уильямс  | Номинация |
| Каннский кинофестиваль | Золотая камера              | Дерек Сиенфрэнс | Номинация |
| Каннский кинофестиваль | Un Certain Regard Award     | Дерек Сиенфрэнс | Номинация |